# European Film Fund
Der European Film Fund (EFF) war eine 1938 von Filmagent Paul Kohner gegründete Non-Profit-Organisation mit dem Zweck, in die Vereinigten Staaten emigrierte europäische Filmschaffende in finanzieller Notlage zu unterstützen. Finanziert wurde der Fonds durch Beiträge anderer europäischer Filmschaffender in Hollywood. Der Fonds ging 1948 im European Relief Fund auf, da nach Kriegsende die Spenden stark zurückgingen.

## Geschichte
Die Organisation wurde am 5. November 1938 auf Initiative Paul Kohners gegründet. Gründungsmitglieder waren neben ihm noch William Dieterle, Bruno Frank, Felix Jackson und Ernst Lubitsch. Sitz des Fonds war die Agentur Kohners. Als Präsident wurde Ernst Lubitsch eingesetzt, da er zu dieser Zeit der bekannteste europäische Filmschaffende in Hollywood war und der neue Fonds eine repräsentative Persönlichkeit an der Spitze benötigte. Lubitsch übte diese Funktion bis zu seinem Tod 1947 aus.

### Gründung
Die Grundidee zur Gründung war, die unzähligen Ansuchen von in Europa zur Emigration gedrängten, oder bereits in die Vereinigten Staaten emigrierten Filmschaffenden an bereits mehr oder weniger erfolgreiche Emigranten in Hollywood um Affidavits, Geld, Jobs und andere Unterstützungen zu koordinieren und zu bündeln. Da sich die Situation nach dem Anschluss Österreichs, wohin viele deutsche Vertriebene vorerst geflüchtet waren, weiter zuspitzte, konnte Kohner eine Reihe europäischer Filmschaffender in Hollywood für die Gründung dieses Fonds gewinnen. Hilfeansuchen jeder Art sollten von nun an dem European Film Funds (EFF) übergeben werden. Statt individuellen Unterstützungen von Filmschaffenden an andere Filmschaffende sollte nun Geld an den EFF gespendet werden, der wiederum die zahlreichen Hilfsansuchen bearbeitete und Hilfeleistungen gewährte.

## Tätigkeit
Hauptaufgabe war die Sammlung und Verteilung von Geldern. Der Fonds wandte sich auf vielfältige Weisen an erfolgreiche europäische Filmschaffende in Hollywood. Häufig wurden die Filmschaffenden aufgefordert, ein Prozent ihrer Gage dem EFF zu überweisen – bei Schauspielern der Agentur Kohner übernahm dies bereits die Agentur. Besserverdienende Emigranten konnten häufig dazu verpflichtet werden, monatlich einen größeren Betrag zu überweisen. Zu den eifrigsten Spendern von Anfang an gehörten beispielsweise Michael Curtiz und William Wyler. Weitere Einnahmequellen waren Benefizveranstaltungen sowie regelmäßig auch Spielgewinne von Emigranten mit Spielleidenschaft, etwa aus dem beliebten „Gin Rummy“.
Ein Anreiz für die Spender war neben all der Hilfsbereitschaft auch die steuerliche Absetzbarkeit der Spenden, da der EFF vom Finanzamt als gemeinnützige Organisation anerkannt war.
In seinen besten Zeiten brachte der Fonds Anfang der 40er-Jahre jährlich rund 40.000 Dollar zusammen. Da der Großteil der Arbeit für den EFF ehrenamtlich geschah, betrugen die jährlichen Fixkosten nur wenig über 1.000 Dollar, der Rest war zur Verteilung verfügbar.
Die Unterstützungen wurden zum Teil als Darlehen, zum Teil als Schenkung ausgezahlt. Tatsächlich war jedoch nur ein kleiner Teil der Darlehen je wieder eintreibbar. 1942/43 bestanden Forderungen von rund 40.000 Dollar, demgegenüber standen Rückzahlungen von kaum 2.000 Dollar. Ursache war, dass viele europäische Filmschaffende nach der Flucht aus Europa in Hollywood nur schlecht bezahlte oder unregelmäßig Arbeit fanden.